# Berryella intestinalis
Berryella intestinalis es una bacteria grampositiva del género Berryella. Fue descrita en el año 2021, es la especie tipo. Su etimología hace referencia al intestino. Es anaerobia estricta e inmóvil. Crece de forma individual o en parejas. Temperatura óptima de crecimiento de 37 °C. Tiene un contenido de G+C de 63,6%. Se ha aislado del intestino de un cerdo en Estados Unidos.